# قزاآن
قزاآن روستایی از توابع بخش قمصر شهرستان کاشان در استان اصفهان ایران است.
ارتفاع متوسط منطقه مسکونی آن از سطح دریا ۲۲۴۰ متر است.
قله گرگش با ارتفاع ۳۵۸۸ متر از سطح دریا در انتهای غربی روستا قرار داشته و در برخی قسمت‌هایش حتی در تابستان دارای برف است.
قزاآن به علت کوهستانی بودن و دارا بودن رودخانه پر درخت و ارتفاع بالایی که دارد، دارای آب و هوایی خنک و مطبوع بوده و از این رو جزو جاذبه‌های گردشگری کاشان است.

## جمعیت
این روستا در دهستان قهرود قرار دارد و براساس سرشماری مرکز آمار ایران در سال ۱۳۸۵، جمعیت آن 1200 نفر (۶۸خانوار) بوده‌است.